# Homoneura striatifrons
Homoneura striatifrons är en tvåvingeart som först beskrevs av Meijere 1924.  Homoneura striatifrons ingår i släktet Homoneura och familjen lövflugor. Inga underarter finns listade i Catalogue of Life.